# アイルランズ・アイ
アイルランズ・アイもしくはアイルランドの目（愛: Inis Mac Neasáin、英: Ireland's Eye）はアイルランドのダブリン県フィンガル市の海岸沿いのホウス港の真北にある小さな無人島である。
この島は、観光用のボートで簡単に訪問することができる。島は、管轄上はフィンガル市の一部であるが、かつてはダブリンの町の一部であった。

## 歴史

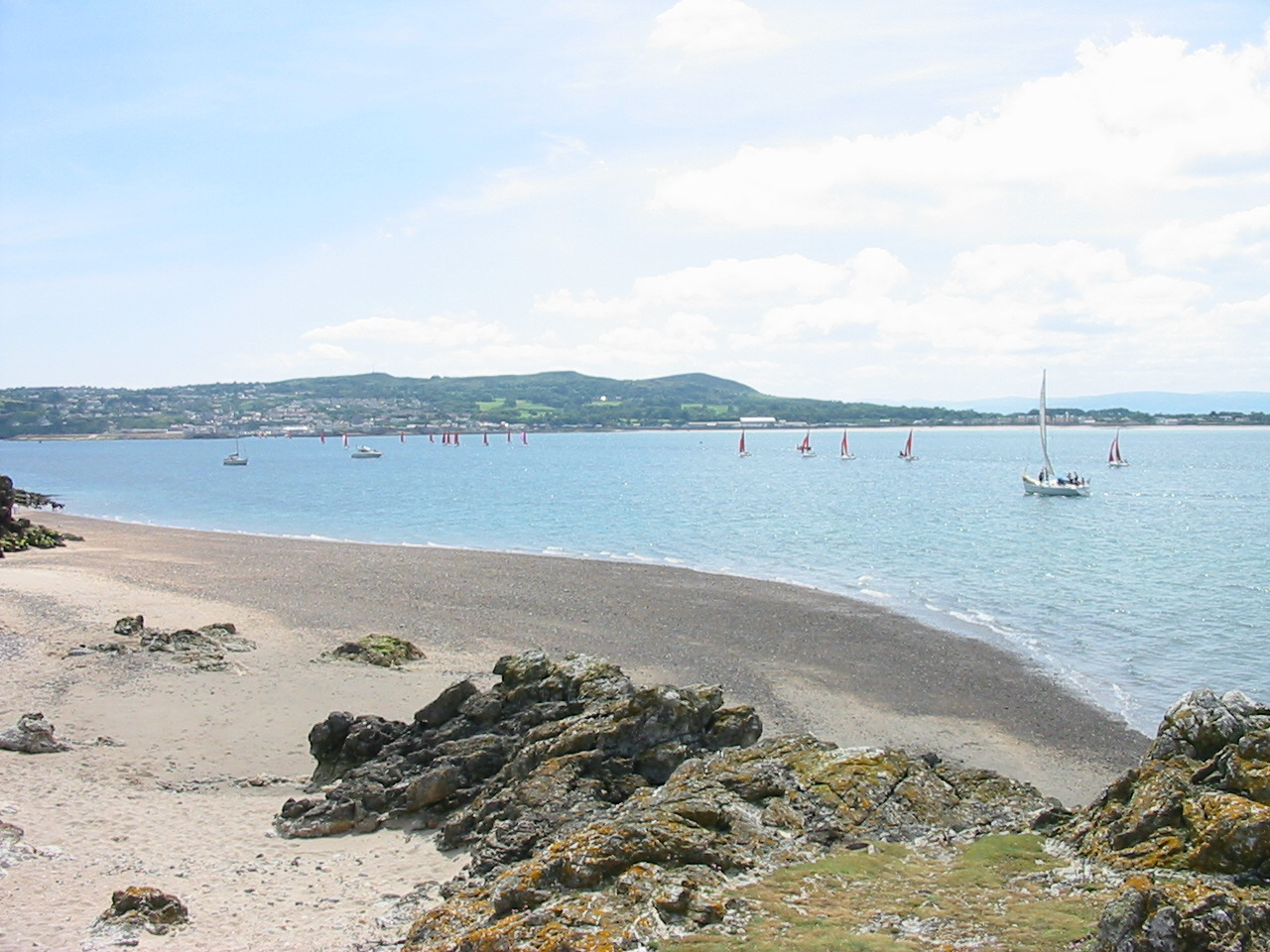
アイルランズ・アイの海岸。背景にホウス岬が見える

マーテロー塔の残骸と8世紀の教会が過去、この島に居住者がいた名残である。ケルト時代には、エリアの島（Eria's Island）と呼ばれていた。エリアとは女性の名前で、これはアイルランド語でアイルランドの呼び名であるエールン（Éireann）から派生したエリン（Erin）と混同されていた。島（Island）の語を、ヴァイキングの言葉で同じ意味のアイ（Ey）に置き換え、そのため島の名前がエリンのアイ(Erin's Ey)となり、最終的にアイルランドの目（Ireland's Eye）となった。以前はイニス・フェイスレン（Inis Faithlenn）としても知られていた。
ホウス選集の写本は、8世紀から10世紀にかけて、島の修道院でほとんど書かれたと言われている。
アイランド・アイは、村の教会の最初の場所であり、聖ローレンス一家がこの地域を引き継いだときの地域の初期の要素でもあった。
9世紀後半、ヴァイキングが島を攻撃し、10世紀に再び戻ってCill MacNeasáinを破壊したが、現在は、シダやブタクサに囲まれた建物のごく一部しか残っていない。13世紀には教会として機能しなくなった。すべての修道院の活動は、本土のホウスにある聖メアリー修道院に移された。
マーテロー塔の廃墟と8世紀の教会（スリー・ソンズ・ネッサン教会）は、以前の居住の唯一の兆候である。教会はここ数世紀までホウスの教区教会として機能し、すべての奉仕のためにボートに乗らなければならないという制限のために、最終的には村の教会に取って代わられた。1803年に建てられた2番目の人工建造物のマーテロ塔は、ナポレオンによる侵略の可能性を撃退するためにヨーク公爵の指示に基づいてホウスで建設された3つのうちの1つだった。地上5mの窓の入り口には、窓から吊り下げたロープで出入りできる。

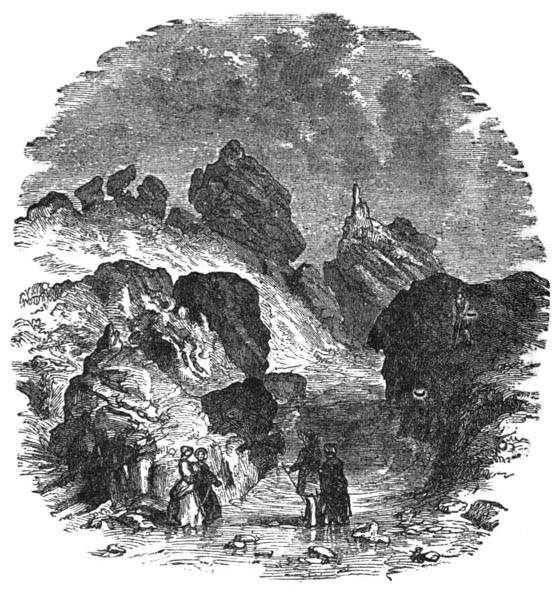
サラ・マリア・ルイーザ・カーワンの遺体が発見されたロングホール

1852年9月にダブリン在住の画家ウィリアム・バーク・カーワンは妻のサラ・マリア・ルイーザ・カーワンとともにホウスへ訪れた。午後に地元の船頭が夫婦を島に連れて行った。カーワンは絵を描く予定を立てていたと言われ、妻は島の牧歌的なビーチの1つで水浴びをしていた。船乗りが夫婦を迎えに戻ったとき、マリアは行方不明になっていた。ウィリアムは船頭と島を捜索し、マリアの遺体が岩に打ち上げられているのを発見した。最初の検死では、死因は溺死だと結論付けた。しかしその後、ウィリアムは別の女性との二股生活を送っていることが判明した。ジョージ王朝時代のダブリンでは不貞が非道徳的とみなされており、ウィリアムは妻の死後1か月で殺人容疑で逮捕された。彼に対する証拠は、島からの悲鳴を聞いていたホウスの桟橋の通行人を含め、ほとんどが状況に応じたものだった。判決は有罪とされ、死刑を宣告されたが、中尉の介入により、終身刑に減刑された。ウィリアムは刑期の27年を費やし、解放時にアメリカ合衆国に向けて出発した。しかしこの事件に関して、マティアス・マクドネル・ボドキン著者の『アイルランドの有名な裁判』では、殺人は発生しておらず、代わりにマリアが発作により偶発的に溺死したと主張した。

## 構造と動物相
アイルランズ・アイは、本島、さまざまな岩、トゥラ（Thulla）と呼ばれる島で構成されている。最も特徴的な場所として、スタック（Stack）と呼ばれる巨大な岩がある。これは、ウミスズメ、オオハシウミガラス、フルマカモメ、カモメ等を含む何千もの海鳥の巣となっている。アイルランドで5番目のカツオドリの巣は、1980年代にこのスタックの上に作られ、毎年、数百のペアがそこで子育てをしている。大きな鵜の巣が島に存在し、ニシツノメドリの数羽のペアが子育てをしている。また、ハイイロアザラシは周囲の海にたくさん生息している。

## 現在

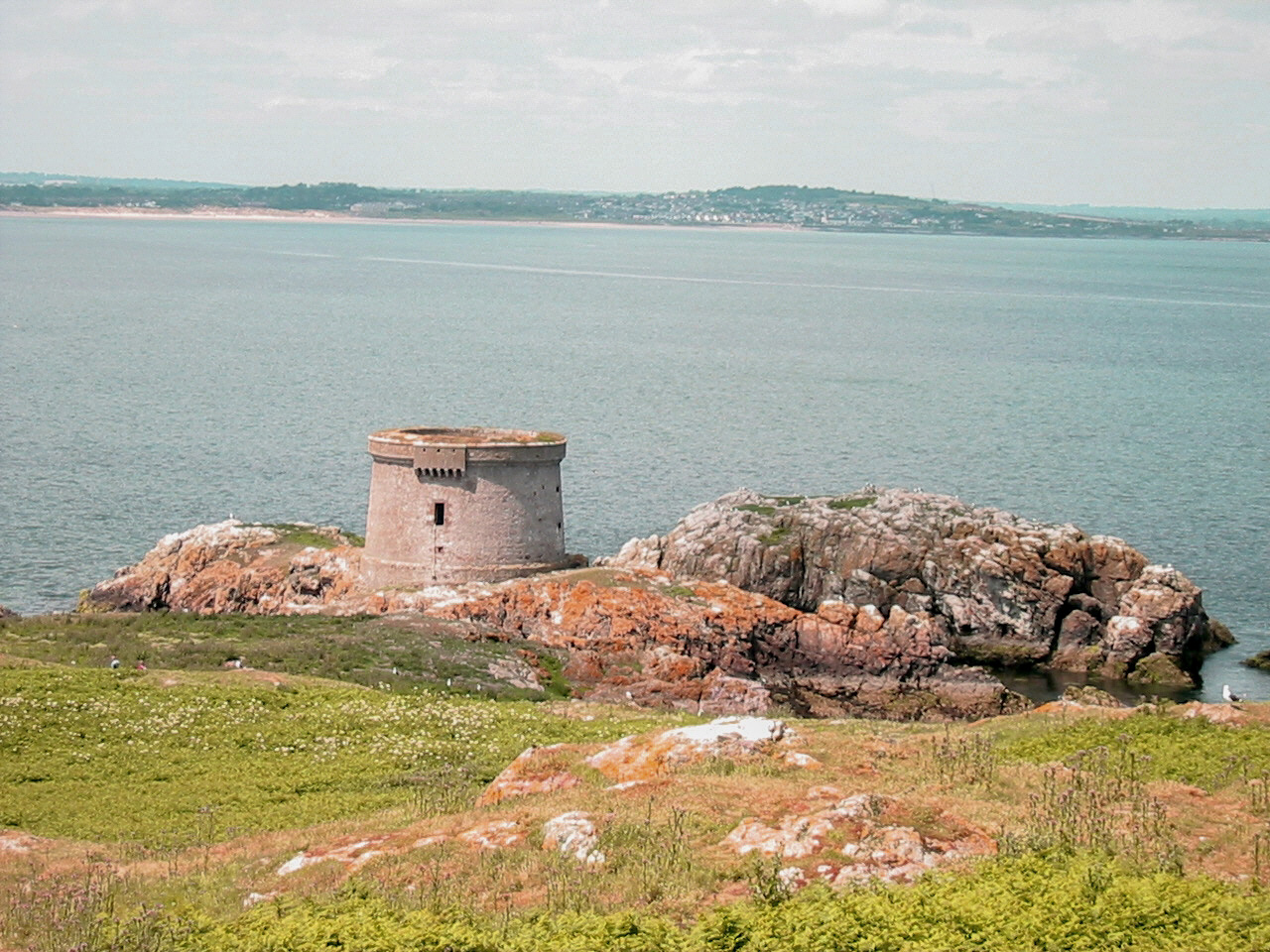
アイルランズ・アイにあるマーテロー塔

アイ自体がタウンランドで、登録面積は21.5ヘクタール（53エーカー）である。
アイルランズ・アイには、夏季はホウス港湾の2つの小さなボート会社が運航し、一部の訪問者は私船で向かっている。島への上陸が制限されたことはなく、入場料はない。他の観光船が島内を移動するが、停泊しない。
島は長い間、マイナーなロッククライミングの場所として確立されてきた。1940年代から約28のルートが記録されているが、1910年代以前から島でクライマーが活動していたと考えられている。4月から7月の海鳥の営巣期には登山は行われない。
2015年6月、アイルランズ・アイの大部分がハリエニシダの火で燃えた。